# Trávnica
Trávnica est une commune du district de Nové Zámky, dans la région de Nitra, en Slovaquie.

## Histoire
La première mention écrite du village date 1075.

## Démographie

### Évolution de la population
| Année:               | 1994. | 2004.   | 2014.   | 2024.   |
| -------------------- | ----- | ------- | ------- | ------- |
| Nombre de personnes: | 1326  | 1195    | 1091    | 1041    |
| Différence:          |       | -9,87 % | -8,70 % | -4,58 % |

| Année:               | 2023. | 2024.   |
| -------------------- | ----- | ------- |
| Nombre de personnes: | 1035  | 1041    |
| Différence:          |       | +0,57 % |